# Вздыхалкин, Алексей Николаевич
Алексе́й Никола́евич Вздыха́лкин (род. 18 сентября 1985, Сальск, СССР) — российский профессиональный баскетболист, играющий на позиции атакующего защитника.

## Карьера
Вздыхалкин начал заниматься баскетболом благодаря своим старшим сёстрам, которые ходили в баскетбольную секцию. После окончания школы, Алексей поступил в Училище Олимпийского резерва города Ставрополя по приглашению тренеров Михаила Васильевича Комисарова и Владимира Федоровича Писарева.
В марте 2011 года Вздыхалкин перешёл в «Рускон-Мордовию» из «Локомотива-Кубани», в составе которого провёл 5 сезонов.
В августе 2011 года Вздыхалкин подписал 2-летний контракт с «Нижним Новгородом», но весь этот период выступал за «Рязань» на правах аренды.
С 2013 по 2015 годы Вздыхалкин играл в «Автодоре» и помог саратовской команде стать чемпионом Суперлиги 2013/2014, а также путёвку в Единую лигу ВТБ. При этом сам Алексей был включён в символическую пятёрку турнира как «Лучший атакующий защитник».
В сезоне 2014/2015 Вздыхалкин провёл 32 матча в Единой лиге ВТБ, в среднем набирая 10,0 очка, 2,4 подбора и 2,2 передачи, а по итогам января вошёл в тройку лучших российских игроков турнира. В Кубке Вызова ФИБА принял участие в 13 матчах, в которых его статистика составила 8,5 очка, 2,5 подбора и 1,8 передачи.
В июле 2015 года Вздыхалкин перешёл в «Енисей». В 29 матчах Единой лиги ВТБ Алексей набирал 5,6 очка, 2,3 подбора и 1,1 передачи. В июне 2016 года Вздыхалкин продлил контракт с «Енисеем» ещё на 1 сезон.
В июле 2017 года Вздыхалкин стал игроком «Пармы».
С 2018 по 2020 годы Вздыхалкин выступал за «Спартак-Приморье». По итогам досрочно завершенного сезона 2019/2020 в Суперлиге-1 Алексей во второй раз был включён в символическую пятёрку турнира как «Лучший атакующий защитник». В 26 матчах его средняя статистика составила 11,8 очка, 4,2 подбора, 2,0 передачи и 1,2 перехвата.
В июне 2020 года Вздыхалкин вернулся в «Автодор», но в сентябре Алексей и саратовский клуб приняли решение о прекращении действия контракта по обоюдному согласию сторон.
Свою карьеру Вздыхалкин продолжил в «Куполе-Родники».
В июле 2024 года Вздыхалкин перешёл в «Новосибирск».

## Достижения
- Чемпион Суперлиги: 2013/2014

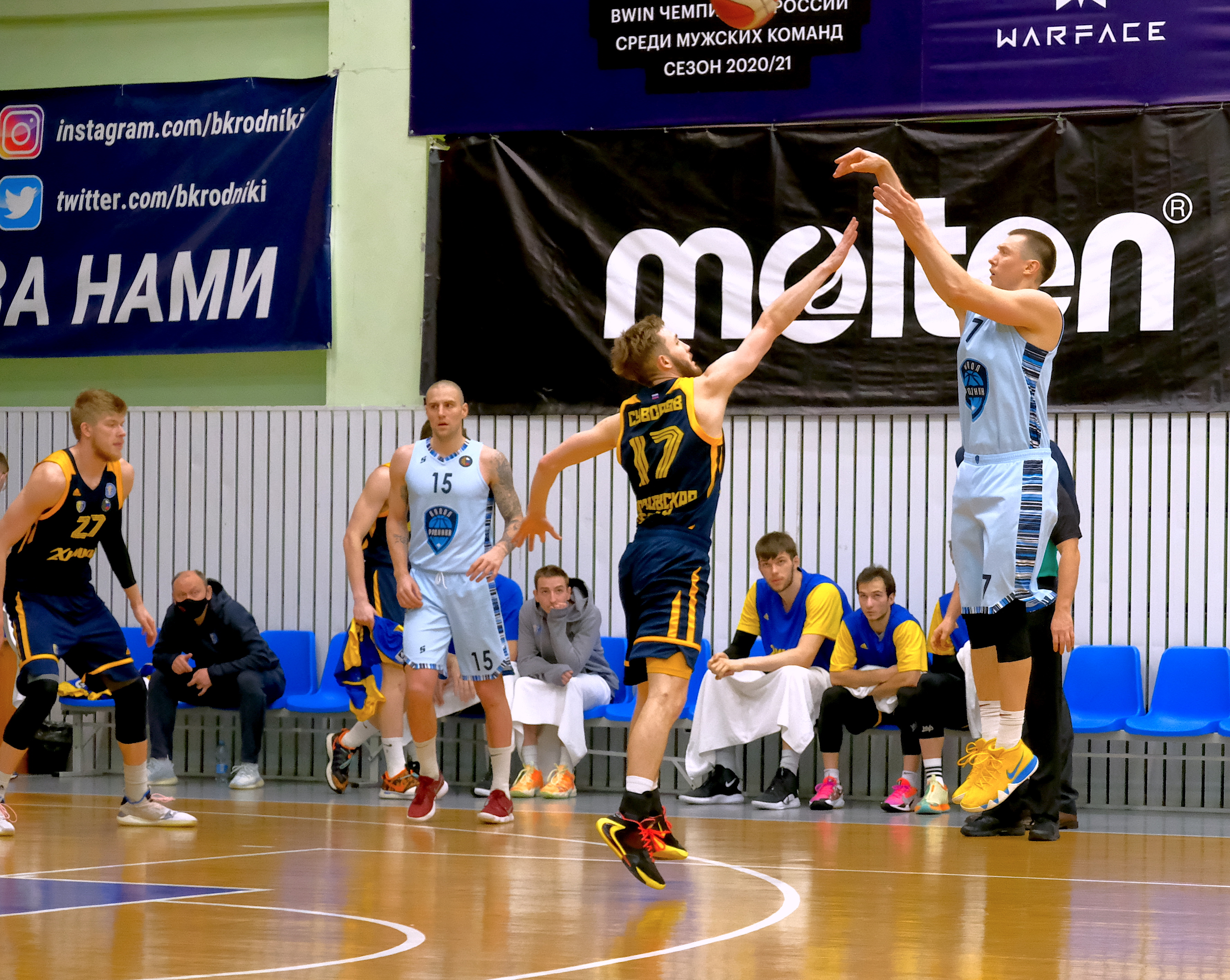
Купол-Родники (2021)
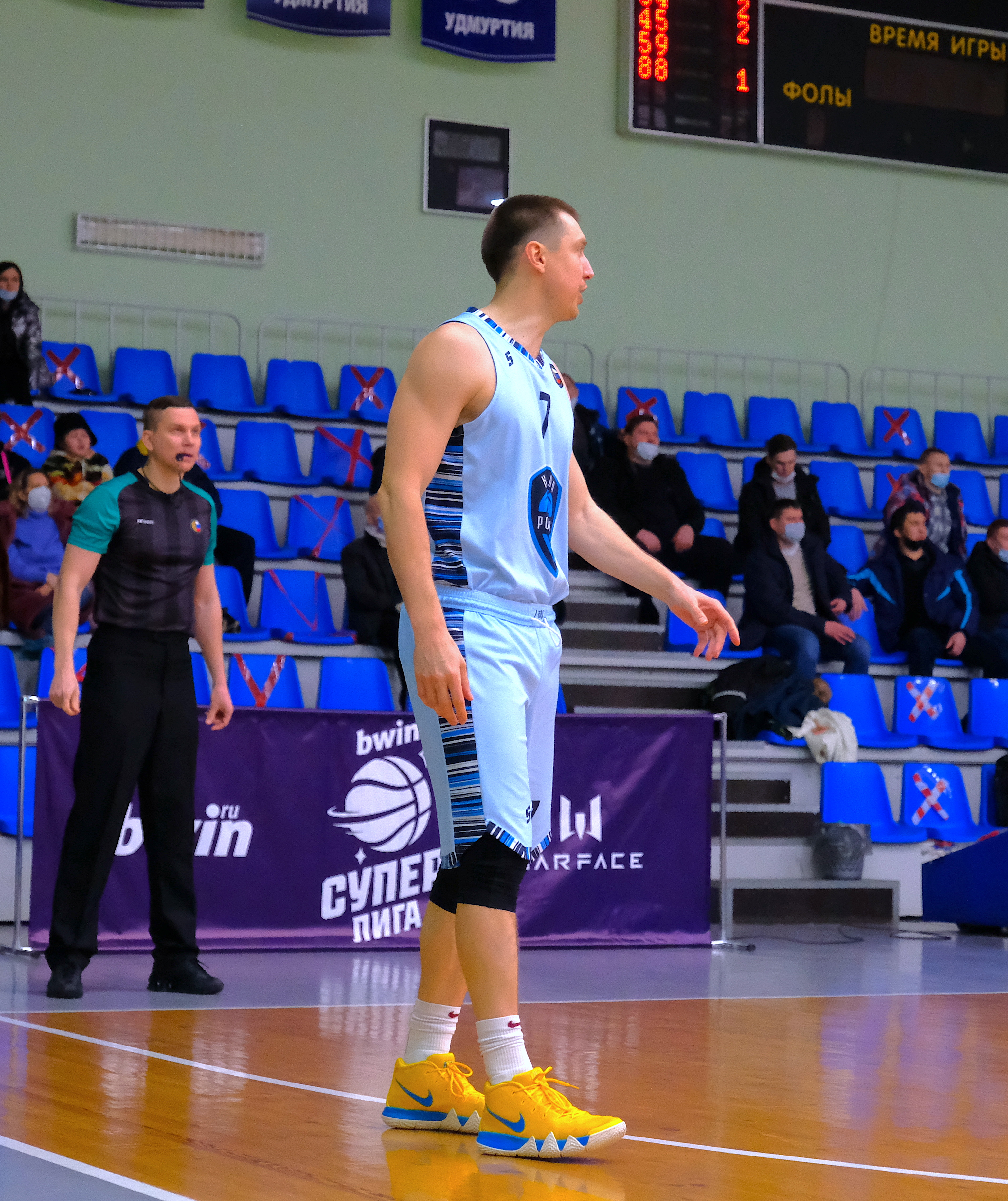
Купол-Родники (2021)
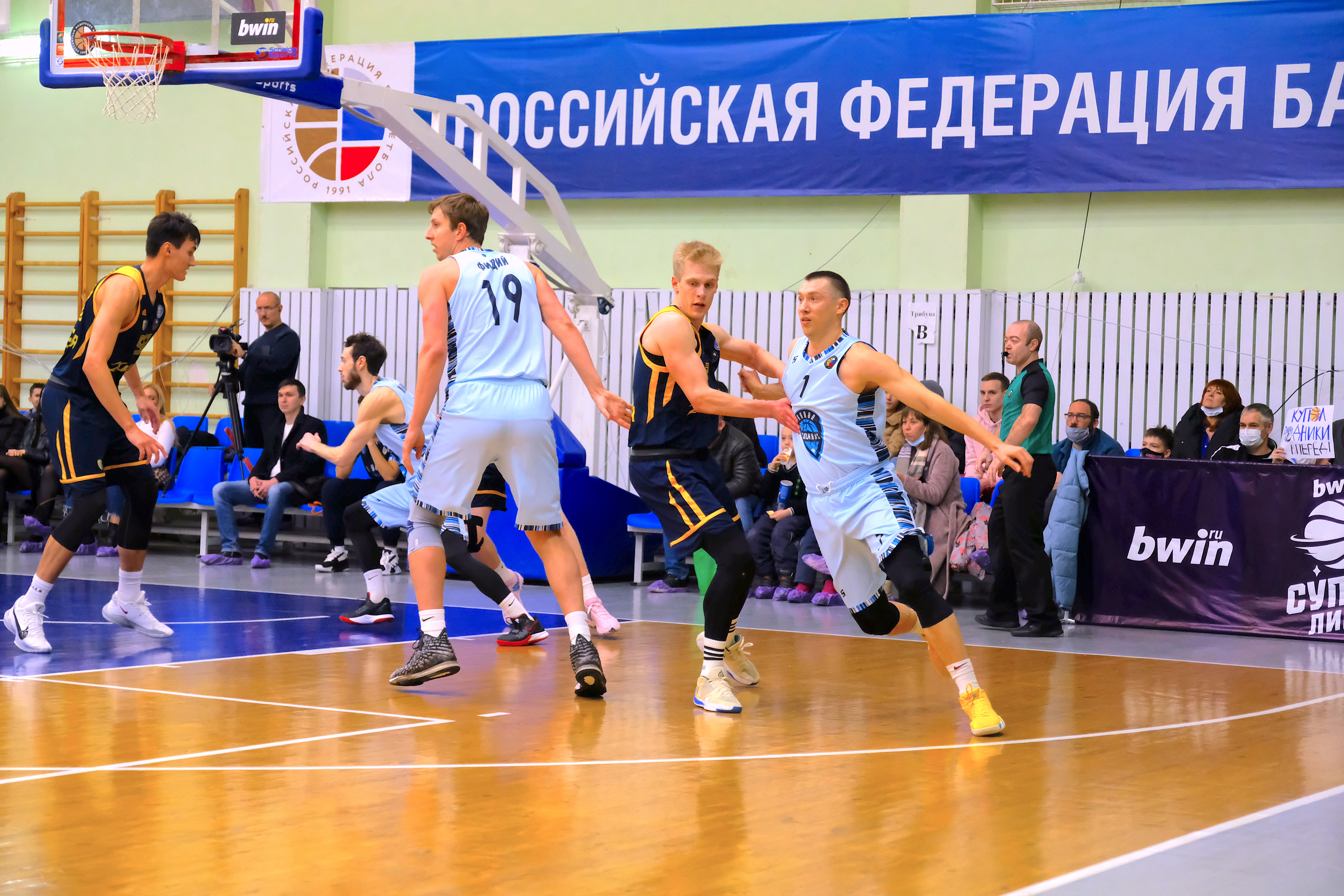
Купол-Родники (2021)
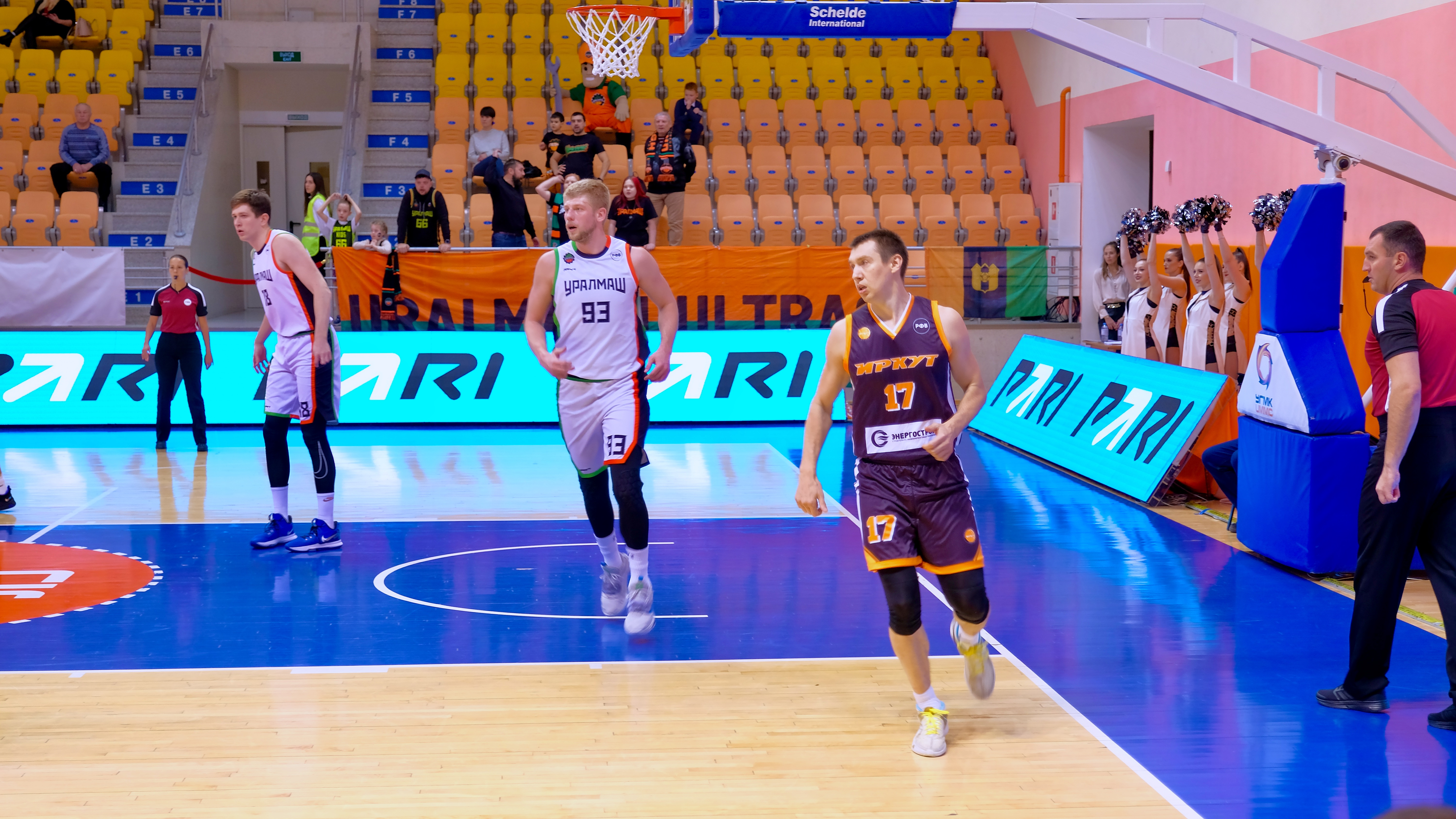
Иркут (2022)